# Luigi Veronesi
Luigi Veronesi (Milano, 28 maggio 1908 – Milano, 25 febbraio 1998) è stato un pittore, fotografo, regista e scenografo italiano.

## Biografia
Nato a Milano, all'età di 17 anni, grazie alla camera oscura del padre, inizia ad analizzare e sondare le potenzialità creative del fotogramma.
Negli anni venti inizia l'attività artistica, frequentando un corso di disegnatore tessile, e contemporaneamente svolge ricerche nell'ambito fotografico che gli consentono di ottenere, attraverso determinate tecniche, immagini dense di originalità. Fu introdotto da Raffalle Giolli in un gruppo di intellettuali associati con la rivista Poligono. A 20 anni comincia ad interessarsi alla pittura studiando presso il pittore napoletano Carmelo Violante, allora professore presso l'Accademia Carrara di Bergamo.

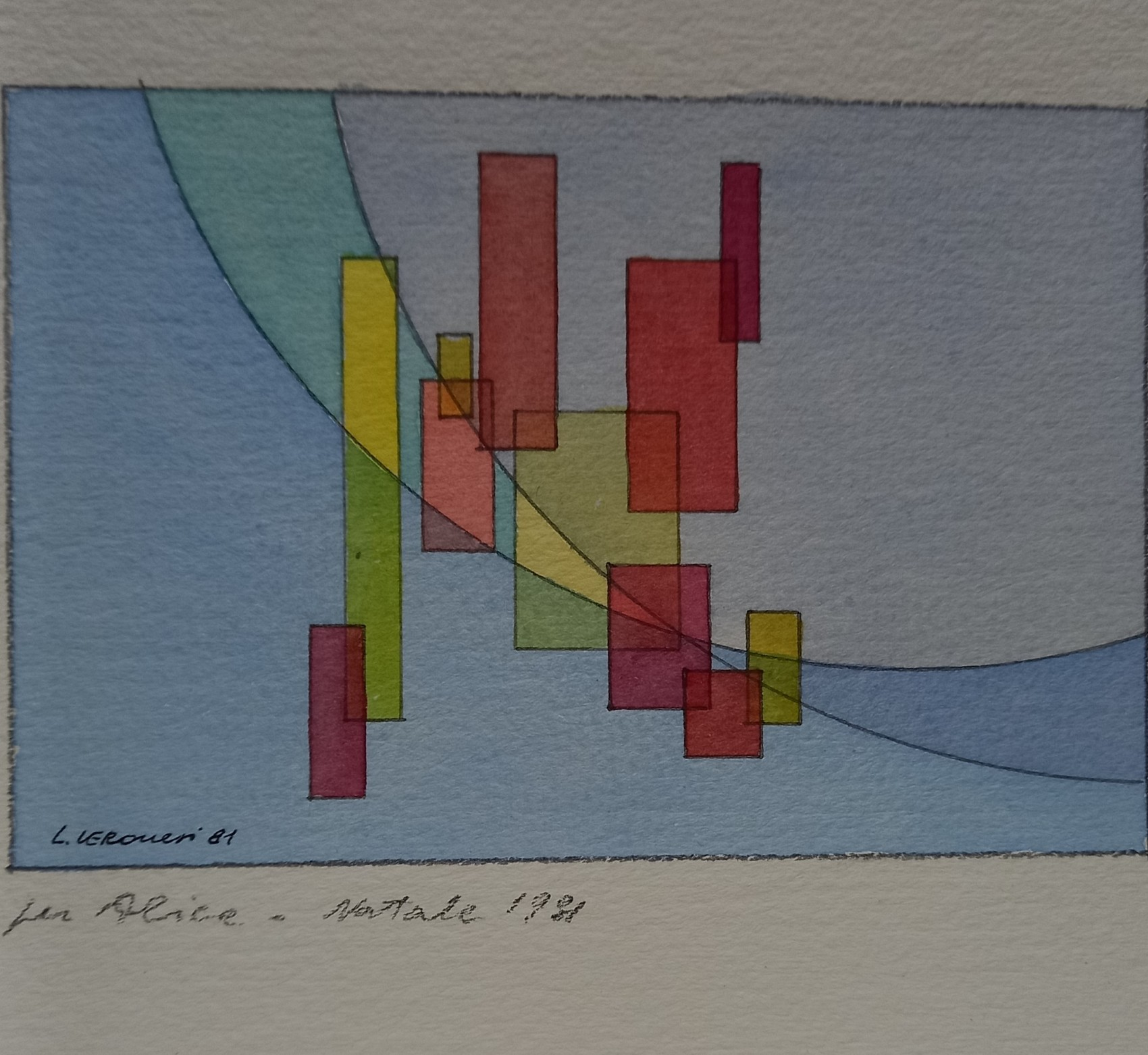
Composizione

Partecipa alla prima mostra collettiva di arte astratta d'Italia, il 4 marzo 1934 nello studio dei pittori Felice Casorati e Enrico Paolucci in Torino, con gli artisti Oreste Bogliardi, Cristoforo De Amicis, Ezio D'Errico, Lucio Fontana, Virginio Ghiringhelli, Osvaldo Licini, Fausto Melotti, Mauro Reggiani e Atanasio Soldati, i quali firmarono il "Manifesto della Prima Mostra Collettiva di Arte Astratta Italiana". Partecipa alla Triennale di Milano nel 1936. Lo stesso anno partecipa a una mostra di arte astratta in Como con Lucio Fontana, Virginio Ghiringhelli, Osvaldo Licini, Alberto Magnelli, Fausto Melotti, Enrico Prampolini, Mario Radice, Mauro Reggiani, Manlio Rho e Atanasio Soldati. Il catalogo contiene una presentazione scritta da Alberto Sartoris. Ancora nel 1936 è illustratore del " Quaderno di geometria" di Leonardo Sinisgalli. Nel 1939 presenta una mostra personale nella Gallerie L'Equipe in Parigi. In quello stesso anno pubblica "14 variazioni su un tema pittorico" con commento musicale di Riccardo Malipiero, avviando una profonda analisi dei rapporti tra scale musicali e scale cromatiche, con particolare interesse per la musica dodecafonica.
A Milano, nel 1932, la galleria Il Milione ospita le sue prime creazioni, di tipo figurativo: in seguito, inizia la sua personale ricerca nell'ambito dell'astrattismo.
A Parigi nel 1932 stringe rapporti con F.Léger e si interessa al costruttivismo russo e olandese abbandonando l'impianto figurativo degli esordi e affrontando la ricerca nell'ambito dell'astrazione di tendenza geometrica. Nel 1934 aderisce al gruppo parigino Abstraction-Création, conosce le esperienze del costruttivismo svizzero ed aderisce al metodo del Bauhaus: determinante sarà la "lezione" di Wassily Kandinsky.  Partecipa alla mostra Arte Astratta Arte Concreta nel Palazzo Reale di Milano. Molto attivo prima in teatro e poi al cinema, con un totale di 6 film sperimentali e astratti realizzati, di cui 4 completamente perduti, mentre degli altri rimangono solo brevi spezzoni non proiettabili (i primi risalenti agli anni quaranta). Durante la guerra utilizza le sue conoscenze di grafica e design e diviene falsario per il Movimento di liberazione nazionale (si veda in bibliografia 1). Nel dopoguerra fu cofondatore del gruppo fotografico La Bussola. Lavora per molti anni come grafico e pubblicitario, ed alcuni suoi fotogrammi diventano copertine per riviste quali Campografico e Ferrania. Nel 1949 aderisce al MAC - Movimento per l'Arte Concreta -  partecipando alle mostre di questo movimento fondato a Milano nel 1948 da Atanasio Soldati, Gillo Dorfles, Bruno Munari, Gianni Monet.
Continua a interessarsi alla musica, creando una polidimensionalità dell'arte intesa come un progetto globale, approfondendo la sua ricerca sui rapporti matematici delle note musicali, traducendoli nei rapporti tonali del colore. Crea così numerose trasposizioni cromatiche di partiture musicali, (Musica visiva). Alla fine degli anni novanta, queste sue ricerche sono state sviluppate dal musicista Sergio Maltagliati. Per le sue ricerche scientifiche su colore, percezione cromatica e musica negli anni settanta ( 1973-77) è chiamato alla Cattedra di Cromatologia e Composizione dell'Accademia di Belle Arti di Brera.
Nel 1979 partecipa alla manifestazione Venezia 79 La fotografia, organizzata dall'UNESCO e dall'ICP di NY, tenendo un corso su storia teoria e tecnica del fotogramma.
Partecipa attivamente alla maggior parte delle mostre di quegli anni, quale la mostra dell'astrattismo italiano alla XXXIII Biennale di Venezia, il Festival di Musica Contemporanea ed una personale alla Galleria Spatia di Bolzano nel 1980 e un'altra a Pordenone nel 1984. Nel 1983 riceve il Premio Feltrinelli dell'Accademia dei Lincei per la pittura. Nel 1987 insieme a Maria Lai, Costantino Nivola, Guido Strazza realizza il progetto artistico del Lavatoio Comunale di Ulassai in Sardegna. Nel 1989 Luigi Veronesi è coautore, con Giancarlo Pauletto, di un libro sull'artista Genesio De Gottardo. Sempre negli anni ottanta progetta diverse scenografie per il Teatro alla Scala di Milano; i bozzetti del lavoro scenografico sono in permanenza nel Museo del teatro. Anche la sua attività di scenografo fu improntata dal suo interesse a indagare i rapporti tra suoni e colori attraverso le trasposizioni visive delle frequenze musicali.
È morto nella sua città natale nel 1998.

### Critica
"Veronesi introduce nel mondo dello spettacolo italiano – nel teatro prima che nel cinema – agli inizi degli anni quaranta, una serie di esperienze figurative astratte derivate da lunghi studi, contatti, soggiorni all'estero, assorbimento e rifunzionalizzazione delle lezioni del Bauhaus (in particolare di Moholy Nagy, di Kandinskij, Max Bill, El Lissitzky)".
"Il procedimento è diretto: la pellicola è disegnata e dipinta fotogramma per fotogramma, così da non dar luogo a del cinema vero e proprio, ma a ciò che Veronesi stesso definirà “organizzare della pittura in movimento” (…) Ciò che colpisce in questi film non è la costruzione grafica e coloristica, ma il gioco della luce e dell'ombra, che regge la narrazione e ne costituisce lo spazio: le cadenze, le pause, le fughe e i rallentati, che inseguono una percezione psicologica ed emotiva di ordine ritmico, sincopato e vicino alla musica jazz o alla dodecafonia".

## Mostre retrospettive
- Fondazione Ragghianti, Lucca
- Palazzo Reale, Milano
- Institut Matildenhöhe, Darmstadt
- Sprengler Museum, Hannover
- Stiftung für konstruktive und konkrete Kunst, Zurigo
- Museo Picasso, Malaga (muestra Los juguetes de los vanguardas 4.10.2010 - 30.1.2011)[9]

## Filmografia
- 1938 Film n.1, bianco e nero. Docomentario sulla traversata in diagonale di Milano. Distrutto.
- 1939 Film n.2. Caratteri. Colore muto.
- 1940 Film n.3 Viso - Colore. Colore muto. Colori direttamente a mano sulla pellicola. Studio sulle modificazioni prodotte dalla luce colorata sull'espressione dell'attore.

Film n.4 studio 40. Colore, film astratto con i colori dati a mano direttamente sulla pellicola. Il ritmo del montaggio è basato sulla successione di Fibonacci. Doveva accompagnare l'azione scenica de L'Histoire du soldat di Stravinskij.
Film n.5, film astratto, dipinto a mano. Musica: Royal Garden Blues. Distrutto.
- 1941 Film n.6, studio 41, colore dipinto a mano, astratto. Musica: Mood indigo.
- 1942 Film n.7. L'atomo.Soggetto di Perisi e Colombini. Scenario e realizzazione di L. Veronesi. Distrutto
- 1943 Film n.8, astratto dipinto a mano. Da una poesia di Philippe Soupault. Distrutto.
- 1951 Film n.9, astratto dipinto a mano, muto.
- 1980 Film n.13, astratto, dipinto a mano, muto.

Tra il 1941 e il 1943 Veronesi ha girato un centinaio circa di film chirurgici per conto del prof. Viganò, presso il Centro Mutilati di Milano. Tutti questi film sono andati distrutti durante i bombardamenti del 1943.

## Sceneggiature cinematografiche
- 1942 Due giorni sprecati a Kansas City di William Saroyan. Il film non fu realizzato.

Psicofisiologia di alcune sensazioni, è la sceneggiatura per il Film n.8, pubblicata in "Pattuglia", gennaio-febbraio 1943, (fonte: scritti di Veronesi)

## Documentari
- 1948 Documentario sulle officine Olivetti. Fu rifiutato dalla ditta.

## Scenografie e costumi
- 1935, esegue i bozzetti dei costumi per Salomè di Oscar Wilde

esegue dieci bozzetti di costumi per il Pelléas et Mélisande di Debussy
- 1938, scene per Re Fame di: Leonid Nikolaevič Andreev
- 1942, scene e costumi per Minnie la candida di Riccardo Malipiero con prevista proiezione di film astratto.

scene e marionette per l'Histoire du soldat di Stravinskij, riproposto anche alla Piccola Scala di Milano nel 1981 con le marionette di Gianni e Cosetta Colla; lo spettacolo viene ripreso al Salone Pierlombardo (oggi Teatro Franco Parenti) nella rassegna La Scala per i Bambini, Seconda e Terza Stagione di Teatro Musicale per Bambini e Ragazzi 1987-88 e 1988-89. Regia di Ugo Gregoretti. Nella messa in scena del 1981 il triplice ruolo del narratore, diavolo e soldato è affidato a Flavio Bonacci, nelle stagioni 1987-88 e 1988-89 a Ferruccio Soleri.
- 1982, scene per Josephslegende di Richard Strauss costumi di Gianni Versace al Teatro alla Scala di Milano
- 1982, scene, costumi e marionette per La regina della neve di Hans Christian Andersen, adattamento di Sandro Bajini e Gianni Colla, regia di Gianni Colla (produzione Teatro Colla)
- 1983, scene per Lieb und Leid di Gustav Mahler rappresentato al Teatro alla Scala di Milano
- 1984, scene e marionette per Il drago di Eugenji Schwarz, adattamento di Sandro Bajini  e Gianni Colla, regia di Gianni Colla (produzione Teatro Colla)
- 1987, scene, costumi e marionette per La sirenetta di Hans Christian Andersen, adattamento e regia di Gianni Colla (produzione Teatro Colla)
- 1991, scene e marionette per Sogno di una notte di mezza estate di William Shakespeare con musiche di scena di Felix Mendelssohn-Bartoldy, adattamento di Sandro Bajini, compagnia di marionette e attori di Gianni e Cosetta Colla, regia di Stefano Vizioli. Lo spettacolo debutta a Milano, al Teatro dell'Elfo di Via Ciro Menotti (oggi Teatro Ciro Menotti), nella rassegna La Scala per i Bambini, Quinta Stagione di Teatro Musicale per Bambini e Ragazzi 1990-91

## Allestimenti
- 1951, allestisce alla IX Triennale di Milano la mostra storica dell'architettura curata da Giulio Carlo Argan e Mario Labò.

## Luigi Veronesi nei musei
- Centro studi e archivio della comunicazione - CSAC, Università degli Studi di Parma
- Fondazione Biscozzi Rimbaud, Lecce
- Galleria d'arte moderna e contemporanea, Bergamo
- MAGI '900 - Museo delle eccellenze artistiche e storiche di Pieve di Cento (BO)
- Pinacoteca d'arte moderna, Avezzano
- Museo teatrale alla Scala, Milano
- Museo d'arte Nuorese - Man, Nuoro